# Marko Rog
Marko Rog (Varaždin, 19. srpnja 1995.) je hrvatski nogometaš koji igra na poziciji veznog. Trenutačno igra za Cagliari.

## Klupska karijera

### RNK Split
Dana 28. srpnja 2014., Rog je debitirao u profesionalnom nogometu za RNK Split protiv Istre 1961.

### Dinamo Zagreb
30. lipnja 2015. Rog prelazi za 4 milijuna eura u zagrebački Dinamo.
Rog je svoj debi za Dinamo imao 12. srpnja 2015. u prvom kolu prvenstva u sezoni 2015./16. na Maksimiru protiv Hajduka ušavši u 62. minuti umjesto Ante Ćorića.
U drugoj utakmici u Lige prvaka u 2016./17. je Rog zabio jedini pogodak u susretu protiv Dinama iz Tbilisija. Modri su tako slavili i u Tbilisiju protiv imenjaka, te su s ukupnih 3:0 izborili ulazak u četvrto pretkolo u kojem su izbacili austrijski Red Bull Salzburg te tako ušli u skupine Lige prvaka.

### Napoli
27. kolovoza 2016. godine Rog odlazi iz zagrebačkog Dinama u talijanski nogometni klub Napoli. Početkom prosinca 2016. je Rog debitirao za talijansku momčad protiv milanskog Intera u 3:0 pobjedi. Hrvatski veznjak je u tom susretu petnaestak minuta prije kraja ušao kao zamjena za Mareka Hamšíka.

## Reprezentativna karijera
U mlađim selekcijama ima nastupe u dobnim uzrastima do 21 godine, a za seniorsku reprezentaciju je debitirao 12. studenog 2014. protiv Argentine ušavši u igru u 84. minuti umjesto Duje Čopa. Hrvatski nogometni izbornik objavio je u svibnju 2016. popis za nastup na Europskom prvenstvu u Francuskoj, na kojem je se nalazio Rog.
Na Europskom prvenstvu je odigrao jednu utakmicu u pobjedi Hrvatske protiv Španjolske.

## Privatni život
Markov bratić je također nogometaš Dario Melnjak.

### Klupska
Dinamo Zagreb
- HNL (2): 2015./16., 2023./24.
- Hrvatski nogometni kup (2): 2015./16., 2023./24.

## Vanjske poveznice
- Profil, Hrvatski nogometni savez
- Profil, Transfermarkt (engl.)